# Rodeo, Durango
Rodeo là một thành phố thủ phủ đô thị Rodeo, bang Durango, México. Tính đến 2010, Rodeo có dân số là 4.666.